# Rubin Lacey
Rubin "Rube" Lacey (2 janvier 1901 – 1969) fut un guitariste, chanteur et compositeur de country blues américain.

## Biographie
Lacey naît à Pelahatchie, dans l'État du Mississippi et apprend à jouer de la guitare dans sa jeunesse auprès de George Hendrix. Jouant dans la région de Jackson dans le delta du Mississippi, il devient un des plus populaires chanteur de blues de l'État. Son style au bottleneck inspirera celui de Son House. Il côtoie parfois Charley Patton et Tommy Johnson. En 1927, il enregistre quatre titres pour Columbia Records dans la ville de Memphis, mais aucune  n'est éditée et les masters disparaissent.
En 1928, Lacey enregistre deux chansons "Mississippi Jail House Groan" et "Ham Hound Cave" pour Paramount Records, ce qui constitue les seuls enregistrements existant encore. Quatre ans plus tard il se fait pasteur. Il s'installera plus tard dans la ville de Lancaster en  Californie où il meurt en 1972.

## Sources
- R. Crumb, Heroes of Blues, Jazz and Country